# Jacky Morel
Jacky Morel (Gent, 21 januari 1932 – Ukkel, 20 december 2020) was een Vlaams acteur. Na een aantal producties in de Beursschouwburg en de KVS, was hij het grootste deel van zijn carrière verbonden aan het toenmalige dramatisch gezelschap van de NIR/BRT. Hij werkte er voornamelijk mee aan hoorspelen, zoals God Pomerantz of 't Koekoeksnest, maar acteerde er vanaf 1959 ook in verscheidene tv-films en -series, waarbij hij vooral faam verwierf om zijn rol als gangwachter Hilaire Baconfoy in De Collega's en De kollega's maken de brug.
Op 65-jarige leeftijd ging Morel met pensioen, waarna hij uit het publieke leven verdween.
In 2017 werd hij door Jan Verheyen benaderd om zijn rol als Baconfoy nog eens op te nemen in de film De Collega's 2.0. Morel weigerde dit door gezondheidsproblemen. Op 20 december 2020 overleed hij na jaren van gezondheidsproblemen in een rusthuis in Ukkel.

## Filmografie
- Een selectie uit het televisiewerk van Jacky Morel:
- F.C. De Kampioenen als Hilaire Baconfoy (gastrol, 1996)[3]
- Samson en Gert als kandiaat-koper (gastrol, 1993)
- De bossen van Vlaanderen als Wetsdokter Verfaillie (1991)
- Alfa Papa Tango als Landbouwer (1990)
- Postbus X als Meneer Vandenbulck (1990)
- Het Pleintje als Harry Stoffels (1986-1987)
- Merlina als diverse gastpersonages (1984-1987)
- Willem van Oranje als Hoorne (1984)
- Daar is een mens verdronken (1983)
- De Paradijsvogels als Lijfwacht (1979)
- De Collega's als Hilaire Baconfoy (1978-1981)
- De Vorstinnen van Brugge als Free Tierenteyn (1972)
- Wij, Heren van Zichem als Fons Coene (1969-1972)
- Kapitein Zeppos als Hugo Brems (1968)
- Axel Nort als Filip Moore (1966)
- Johan en de Alverman als Gezant van de koning (1965)
- Kapitein Zeppos: Belderbos als Blonde Frans (1964)
- Prelude tot de dageraad als Katja's broer (1959)

- MusicBrainz: 5b8d598d-9a52-4642-94c7-681d763ec3dc
- Virtual International Authority File: 39145602542501361676